# 박상연 (아나운서)
박상연(1988년 4월 18일 ~ )은 대한민국의 YTN 앵커이다.

## 경력
- 학력 : 와세다 대학 국제학 학사
- 데뷔 : KBS진주 (2012년 2월), YTN (2015년 3월 ~ 2023년 3월)

## 방송 진행
- 뉴스출발 - 2015년 10월 5일 ~ 2016년 12월 2일
- 뉴스 21 - 2016년 12월 6일 ~ 2017년 5월 31일
- 이브닝 8 뉴스 - 2017년 6월 1일 ~ 2017년 7월 14일
- 뉴스 Q - 2017년 7월 17일 ~ 2018년 11월 30일
- 더 뉴스 - 2018년 12월 3일 ~ 2021년 7월 9일
- 주간 돌발영상 - 2020년 11월 28일 ~ 2023년 3월 4일
- 뉴스N이슈 - 2021년 7월 12일 ~ 2023년 3월 9일